# Koppar
Koppar (latinskt namn, cuprum) är ett rödaktigt, halvädelt metalliskt grundämne, tillhörande myntmetallerna. Det latinska namnet cuprum betyder egentligen "metallen från Cypern". Cypern har nämligen alltid varit rikt på koppar.

## Historia
Koppar kan likt ädelmetallerna, dit den ibland räknas, ibland förekomma metalliskt i naturen och är den första metallen som mänskligheten lärde sig att bearbeta. Koppar har länge varit eftertraktad och använd som betalningsmedel likt silver och guld och man har funnit mekaniskt framställda smycken från 9500 f.Kr. Spår av tidig kopparhantering från 6000-talet f.Kr. har hittats på neolitiska boplatser i både Iran och Turkiet, och 1000 år senare importerades koppar till södra Mesopotamien. Bruket av koppar ledde till en ny teknologisk utveckling, kopparåldern och i Norden bronsåldern. Från omkring 4000 f.Kr. finns fynd som visar att indianer i Nordamerika använde koppar till pilspetsar och i Sydamerika utvecklades kopparmetallurgi under 1000–500 f.Kr. exempelvis i Mochekulturen. Koppar har haft en stor betydelse för den svenska historien och inom svensk kultur. I mitten av 1600-talet var koppargruvan i Falun den största i Europa och hela Sveriges ekonomi hölls uppe tack vare en lönsam årlig malmbrytning på cirka 3 000 ton, och Falu rödfärg var en mycket viktig biprodukt. Koppar var landets viktigaste exportvara. Kopparplåt från Falun täckte taken på Europas slott och katedraler och koppar från Falun användes i mynt ända nere i Spanien under hela 1600-talet, likväl som svenska Daler och man använde kopparmyntfot.

## Framställning av koppar
Koppar finns i jordskorpan, bundet i malmerna. Det bryts därför vanligen i dagbrott som till exempel Chuquicamata i Chile, Bingham Canyon Mine i Utah, USA och El Chino Mine i New Mexico, USA.
Enligt United States Geological Survey var 2011 Chile den största producenten av koppar med 5,4 miljoner ton, 33 % av världens totala produktion på 16,1 miljoner ton, följt av Peru, Kina, och USA. Chile har brytbara kopparfyndigheter på 190 miljoner ton.
Vanligaste är sulfidiska malmer, främst kopparkis. De kopparkishaltiga malmerna innehåller dock vanligen ganska mycket svavelkis, vilket länge gjorde många malmfyndigeter oanvändbara då man hade svårigheter att avlägsna svavlet ut kopparmalmen.
Idag anrikas malmerna genom att krossas och malas till ett fint pulver, som sedan anrikas genom flotation till slig, med en halt av omkring 20–30 % koppar.
Därefter rostas malmen för att minska svavelhalten genom oxidation. Den smälts därefter i en ljusbågsugn tillsammans med en slaggbildare, exempelvis sand. Smältan består nu av slagg och skärsten, en blandning av kopparsulfid och järnsulfid med en halt på omkring 40 % koppar.
Genom kopparbessemermetoden, utvecklad under påverkan från Bessemermetoden inblåses nu syre i smältan, varvid syret oxiderar järnsulfiden till järnoxid. Efter den första blåsningen får man så kallad vitmetall (kopparsulfid) som går i retur till ugnen, varefter man får ut blisterkoppar eller råkoppar, som innehåller 98–99 % ren koppar.
Den raffineras på elektrolytisk väg till rena kopparkatoder. Resultatet är koppar som nästan är 100 % ren. Samtidigt utvinns biprodukterna som till exempel guld och silver. I Skandinavien importeras och smälts kopparkoncentrat, som består av ca 25–35 % koppar genom flamsmältningteknologi. De största verken (i Norden) är Rönnskärsverken i Sverige och Harjavalta i Finland. 
Koppar är 100 % återvinningsbar, utan att den förlorar någon av sina egenskaper. Enligt nyligen framtagen data kommer 34 % av de 22 miljoner ton koppar som årligen används i världen från återvunnet material. Se vidare kopparåtervinning. Handeln med kopparskrot har bidragit till att kopparstölder blivit ett samhällsproblem.

## Handel
Handeln med koppar är global och görs upp på en mängd marknader. Det har funnits försök att skapa monopol, men det har inte lyckats. Exempel på detta var World Copper Agreement 1935 och Intergovernmental Council of Countries Exporters of Copper (CIPEC) 1967. Större handelsplatser är London Metal Exchange (LME), Shanghai Metal Exchange (SHME) och NYMEX COMEX. Av dem är LME ledande. 
Handeln sker vanligen med A grad Koppar i enlighet med BS EN 1978:1998 (Cu-CATH-1).

## Egenskaper
Koppar är rödaktig, har klar lyster, är smidbar, tänjbar, pressbar, en bra värmeledare och kan lämpa sig för gjutning som dock besväras av blåsor i olegerat tillstånd. Koppar är den näst bästa ledaren för elektrisk ström efter silver och är det absolut vanligaste materialet för elektriska kablar och elektroniska mönsterkort. Koppar är inte magnetiskt men används till elektromagneter och transformatorer. Koppar har god lödbarhet med tenn- eller silverbaserat lod, men flussmedel behövs.
Metallen leder även värme mycket effektivt (401 watt per meter och kelvin), en egenskap som gör den användbar inom elektronik där den leder bort värme från kretsarnas transistorer och andra effekthalvledare.
Livslängden för olika kopparprodukter varierar stort – från hundra år eller mer i byggnader, till bara några få år i elektronisk utrustning. En ständig debatt förs kring huruvida kopparkapslar är lämpliga för slutförvaring av radioaktivt avfall. Förespråkarna menar att kopparkapslar med 5 cm tjocka väggar kommer att hålla i minst en miljon år under normala förhållanden.
Koppar är en halvädel metall och motstår de flesta oxiderande syror, även ren saltsyra, men löses i salpetersyra och svavelsyra.
I fuktig luft, särskilt i närvaro av luftföroreningar, bildas ett brunt oxidskikt, som sedan kan omvandlas till en grön patina, kallad ärg. Vanliga oxider är koppar(I)oxid och koppar(II)oxid och vanligaste salt är kopparsulfat.
Koppar förekommer i olika former och koncentrationer. Den finns i sjövatten, floder, växter, jorden och även i ren metallisk form.

## Biologiska funktioner

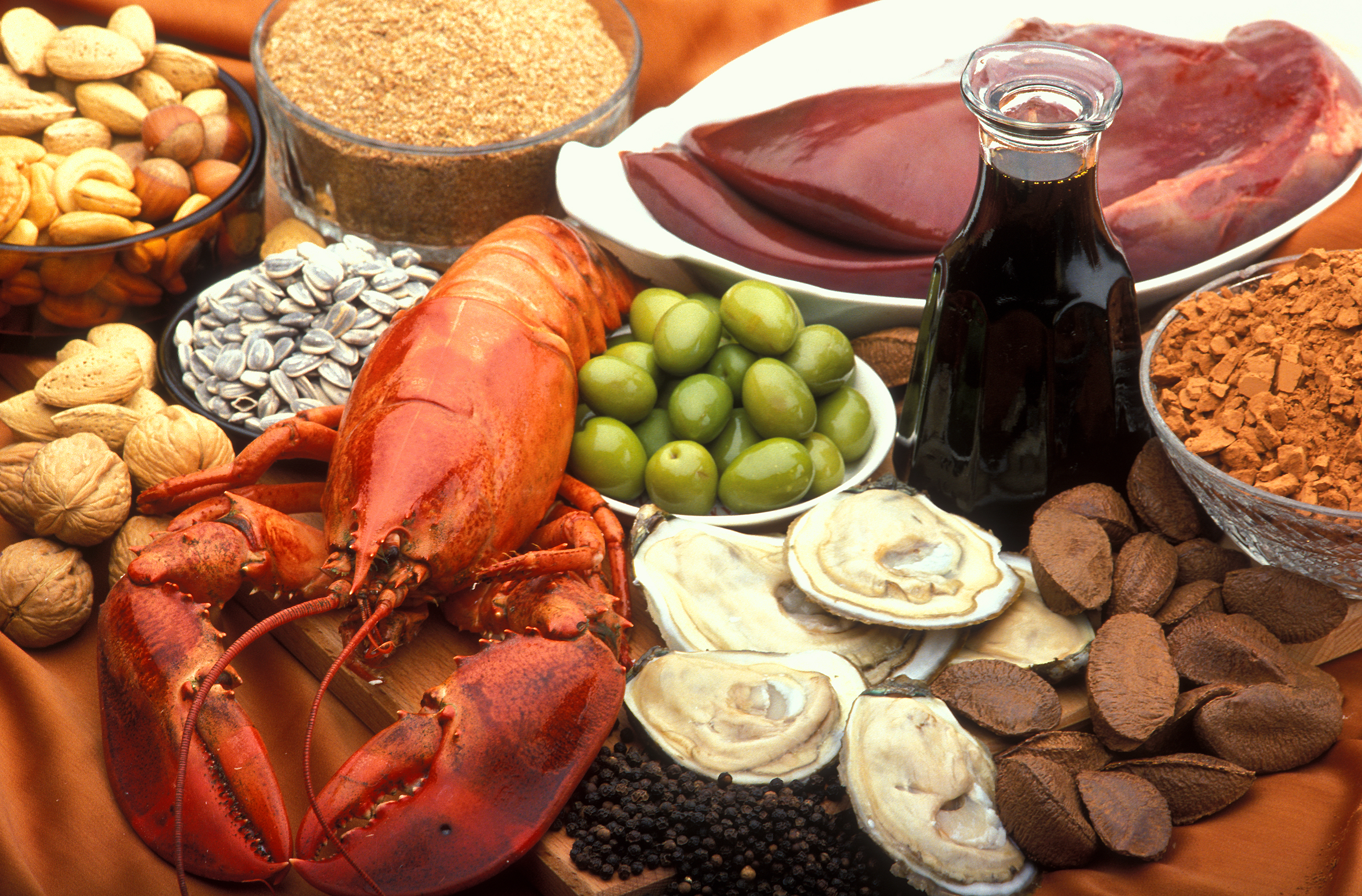
Mat rik på koppar

Koppar är ett livsnödvändigt spårämne för människor, djur och växter. Kopparinnehållet hos en vuxen individ utgör normalt 80 milligram, det dagliga upptaget genom födan av omkring 2–3 milligram.
Vissa djur såsom många blötdjur har kopparbaserade hemocyaninmolekyler för syretransporten i blodet och koppar behövs för fotosyntesen i växtriket. Hos människan bidrar koppar till bildandet av röda blodkroppar.
Samtidigt kan förhöjningar av kopparhalten ge upphov till skadliga effekter på mark- och vattenorganismer. Sådana effekter kan uppträda vid de halter som uppmäts i förorenade miljöer till exempel i storstäder. 
Kopparförgiftning är dock ovanlig, då kopparupptaget i tarmen är litet. Akut kopparförgiftning leder till kräkningar och diarré. Koppar lagras normalt inte i kroppen, varför symtomen är övergående om exponeringen upphör.
Koppar påverkar immunförsvaret, och kopparbrist kan bl.a. leda till agranulocytos, ett livshotande tillstånd av brist på vita blodkroppar. Det ingår som beståndsdel i ceruloplasmin, samt några aminoxidaser som oxiderar monoaminer (till exempel dopamin), histamin och diaminer.
Antimikrobiellt har koppar visat sig effektiv mot bland annat E. coli, MRSA, polio, influensavirus och stafylokocker.[källa behövs]
Används även i kopparspiral som preventivmedel.

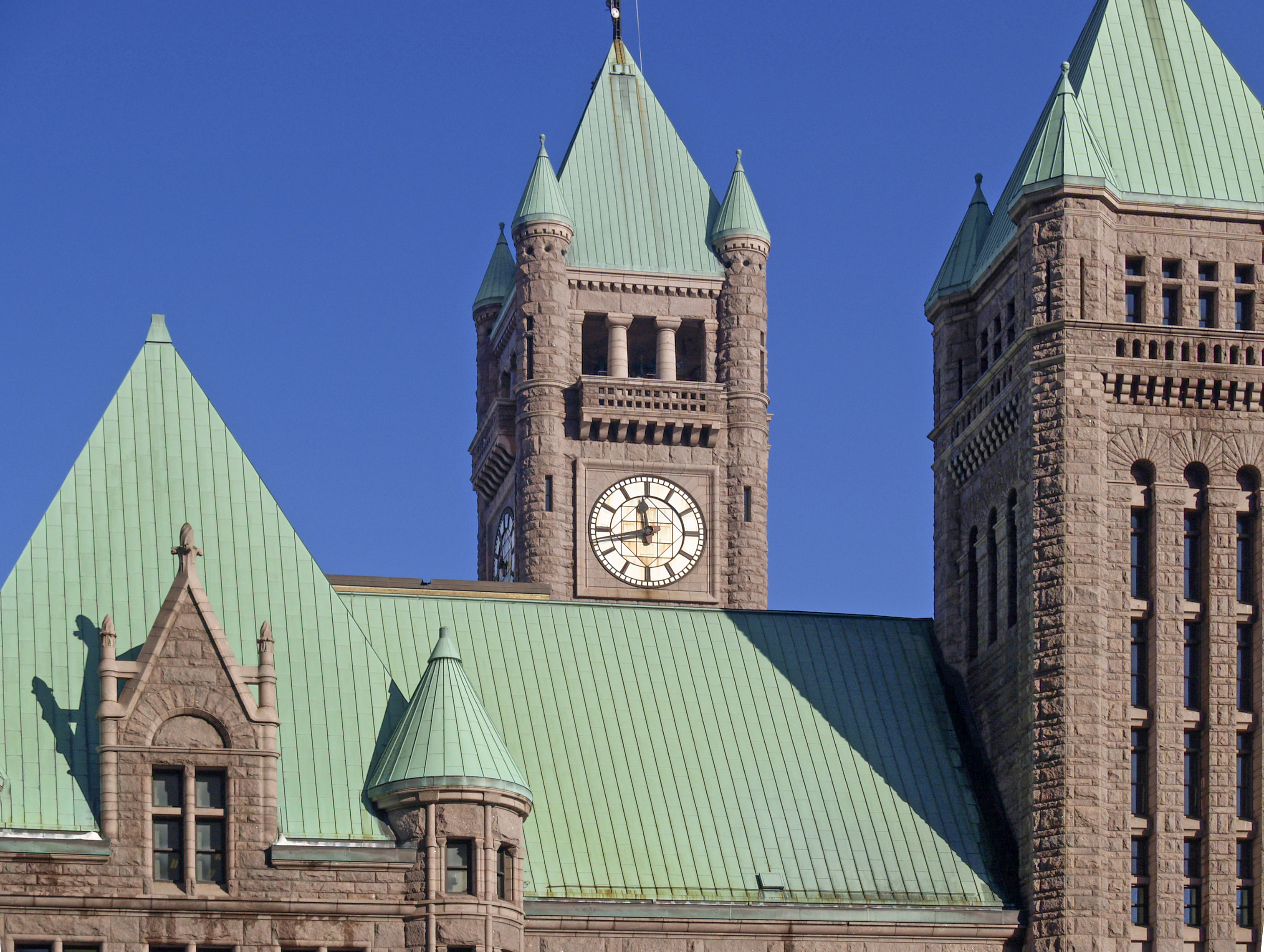
Ärgat koppartak

## Historisk och aktuell användning
Koppar och kopparlegeringar har använts i vår del av världen under tre och ett halvt årtusende i ett otal applikationer – från bronsålderns rakknivar och bronsyxor, via 1600-talets koppartak och bronskanoner, till industrisamhällets lagermetaller, VVS-detaljer och elektriska och elektroniska komponenter. Kopparkärl med förtent insida var förr vanliga i köket och används ännu för dekoration och till moderna exklusiva kokkärl där god värmeledning önskas.
I dag används materialet som taktäckningsmaterial, i hängrännor och stuprör, samt för vatten- och värmedistribution tack vare sina goda korrosionsegenskaper. I kylskåp och bilar har koppar använts till radiatorer och rör, exempelvis bromsrör.

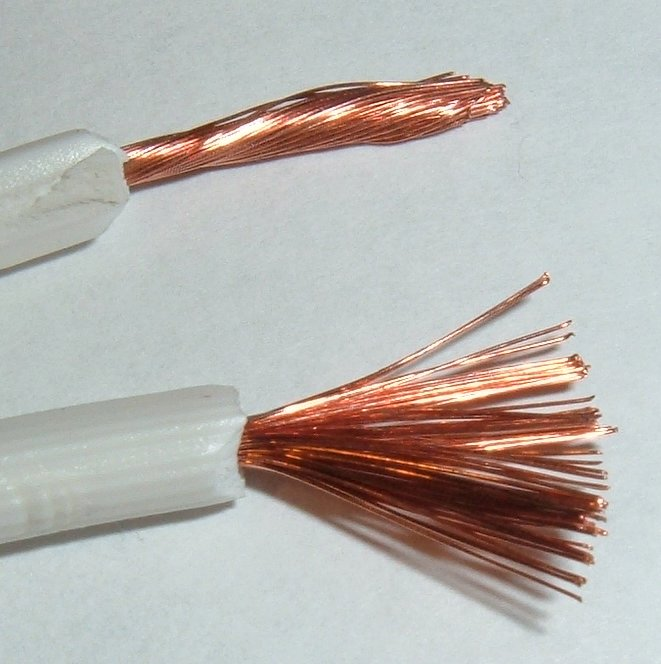
Elkabel med kopparledare

Koppar används som elektrisk ledare, på elektroniska mönsterkort och till elektronikkomponenter för exempelvis telekommunikation på grund av den goda ledningsförmågan och lödbarheten. Eltillämpningar konsumerar 60 % av all framställd koppar.

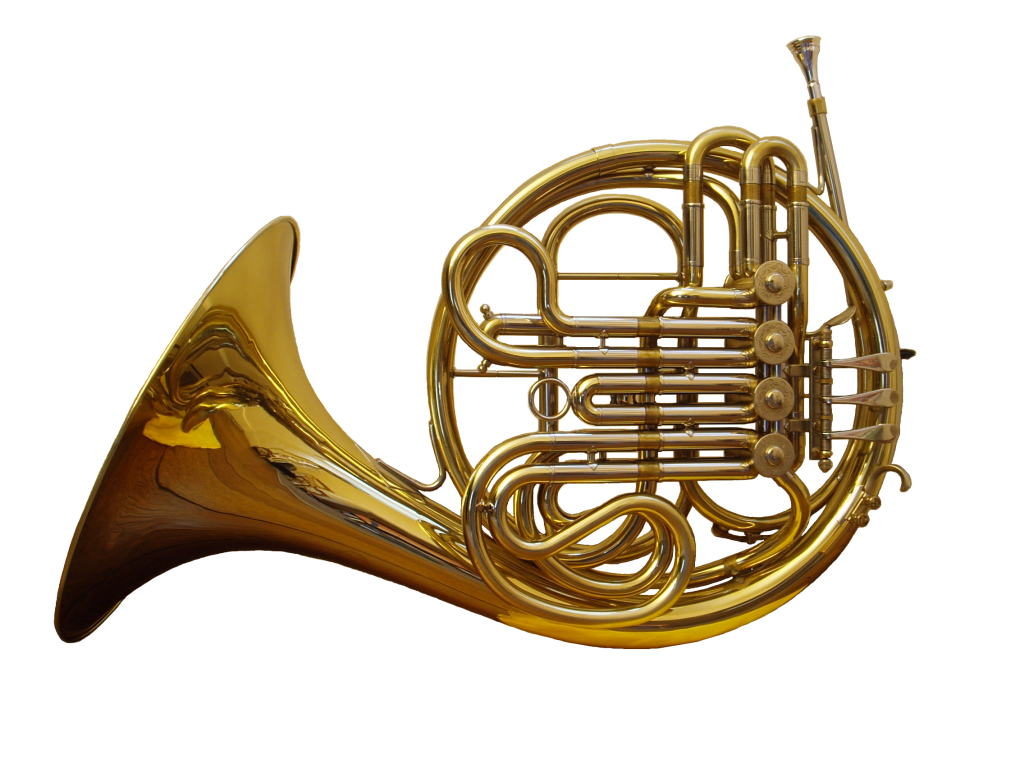
Blåsinstrument av mässing

Kopparlegeringar som mässing och bronser används till exempel i rörkopplingar och ventiler, och som beslag och dekorationer. Koppar och kopparlegeringar används i marina tillämpningar, såsom båtpropellrar och fiskedrag och är vanliga i musiksammanhang, såsom piano- och gitarrsträngar och bleckblåsinstrument.
Kopparens användbarhet och beständighet har eftertraktats och den används till mynt i många länder, med eller utan nickel, i Sverige exempelvis i 50-öringen som användes 1992–2009. Koppar är en vanlig tillsats vid guldsmedsarbeten då guld- och silverlegeringar ska göras mera hållfasta.
Kopparföreningar utgör de färgande beståndsdelarna i en rad blå och gröna pigment, som malakit, azurit och schweinfurtergrönt.

## Kopparlegeringar
Koppar används dels olegerad dels som basmetall i ett stort antal legeringar, i vilka man önskar uppnå vissa speciella egenskaper. Vanliga legeringsmetaller är zink, tenn, aluminium, nickel, beryllium, kisel, kadmium och krom. 
Några kända kopparlegeringar är mässing, brons, malm, tombak och nysilver. Även nordiskt guld och Coopers guld är kopparbaserade. Konstantan och manganin är legeringar för speciella tekniska tillämningar.
De vanligaste av dessa legeringar är mässing, (koppar och zink) och brons, (koppar och tenn).
Dessa namn används dock om en rad olika legeringar med koppar som basmetall och en eller flera legerande metaller, även när de ingående metallerna inte är helt kända.